# Канюэль, Кэрол-Энн
Кэрол-Энн Канюэль, Кароль-Анн Кануэль (англ. Karol-Ann Canuel, род. 18 апреля 1988, Эймос, Квебек) — канадская профессиональная велогонщица, выступавшая с 2010 по 2021 годы за команды Vienne Futuroscope, Velocio-SRAM и SD Worx. Трёхкратная чемпионка мира в командной гонке с раздельным стартом с двумя разными командами. Чемпионка Канады в групповой гонке (2019) в индивидуальной гонке (2015 и 2017).

## Карьера

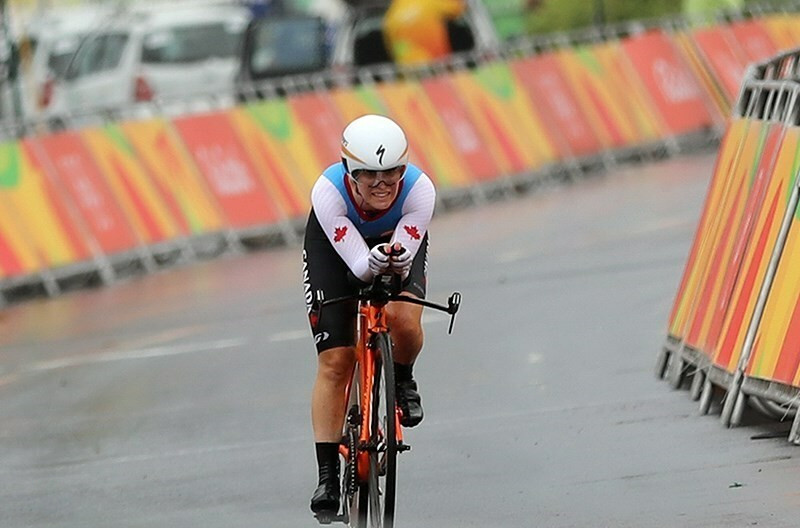
Канюэль на Олимпийских играх 2016 года в индивидуальной гонке с раздельным стартом.

### Дебют
Кэрол-Энн Канюэль начала заниматься велоспортом в возрасте 11 лет в велосипедном клубегорода Эмос».
В 2006 году она выиграла чемпионат Канады по шоссейному велоспорту среди юниоров. Также заняла пятое место на чемпионате мира по шоссейному велоспорту среди юниоров, проходившем на автодроме Спа-Франкоршам.
Училась на медсестру в Университете Квебека в Оттаве.
С 2007 по 2009 годы была участницей команды Specialized — Menikini, которая в 2008 году сменила название на Specialized Carrefour Multisport GSD Gestion, а затем на Specialized Mazda Samson в 2009 году.

### Vienne Futuroscope

#### 2010
В 2010 году Канюэль присоединилась к команде Vienne Futuroscope.

#### 2011
В 2011 году Кэрол-Энн Канюэль остаётся в команде Vienne Futuroscope. Её гоночный график более напряженный, и включал в том числе 8 из 9 Кубка мира.
В мае она заняла седьмое место на Гран-при Гатино, который проходил недалеко от её дома.
В июле приняла участие в Туре Бретане. На первом этапе отобралась в отрыве с четырьмя другими гонщиками и в итоге заняла второе место. На следующий день она заняла девятое место в индивидуальной гонке. По итогам гонки заняла второе место в общем зачёте.

#### 2012
В 2012 году Кэрол-Энн Канюэль на некоторое время приостановила учёбу, чтобы посвятить себя велоспорту. Тренировки команды проходили в парке развлечений в середине февраля. Кэрол-Энн поставила себе целью участие в этапах Кубка мира. Для отбора в команду олимпийских игр в Лондоне оставалось только одно свободное место, и Канюэль была не слишком оптимистична по поводу отбора на Олимпиаду.
В конце марта на этапе Кубка мира Трофей Альфредо Бинды — коммуны Читтильо она заняла девятое место. В апреле финишировала десятой на Флеш Валонь Фамм, гонке Кубка мира, финиш которой располагается на вершине Мюр де Юи.
В августе на Рут де Франс феминин заняла девятое место на этапе, завершившемся горным финишем на Ла-Планш-де-Бель-Фий. На сложном финальном этапе она заняла пятое место, что позволило ей занять девятое место в итоговой генеральной классификации. На Туре Ардеш была шестой на четвёртом этапе и седьмой на пятом. На последнем этапе она снова стала шестой и заняла пятое место в общем зачёте.
В конце сентября приняла участие на чемпионате мира в Валкенбюрге в составе сборной Канады, где заняла 30-е место в групповой гонке.

#### 2013
В 2013 году Кэрол-Энн Канюэль являлась лидером команды на этапах Кубка мира и многодневках. Её целью было участие на чемпионате мира. Подготовительный сбор команды проходил в Футуроскопе с 10 по 16 февраля.
В течение сезона она участвовала на гонке Трофей Альфредо Бинды — коммуны Читтильо и ушла в отрыв на первом подъёме вместе с Эшли Молман, Джесси Дамс и Шарой Гиллоу. Позже пелотон их догнал. В начале апреля она приняла участие в Туре Фландрии где попала в завал, в результате которого словала себе два ребра и была вынуждена сделать незпоанированную паузу в соревнованиях.
В мае, на Гран-при Плюмлека, она ушла в отрыв со своей подругой по команде, Эммануэль Мерло, и оставила ей окончательную победу.
Конец августа и начало сентября стали пиком формы Кэрол-Энн в 2013 году. На Трофи д’Ор, на четвёртом этапе стала шестой, отстава на 38 секунд от занявшей первое место Марианны Вос, но опередив пелотон почти на семь минут.. На следующий день она финишировала седьмой, снова в отрыве. В итоговом общем зачёте она заняла шестое место. Через несколько дней она приняла участие в Гран-при Плуэ, соревнованиях Кубка мира, и была в решающем отрыве. Она заняла пятое место. После этого она приняла участие в Туре Ардеш. Она заняла десятое место на третьем этапе, а затем выиграла пятый этап, опередив свою спутницу по отрыву, Татьяну Антошину. На последнем этапе она финишировала пятой, что позволило ей занять третье место в итоговой общей классификации.
В конце сентября она приняла участие в чемпионате мира во Флоренции и заняла 33-е место в групповой гонке.

### Specialized-Lululemon (2014)
В 2014 году Кэрол-Энн присоединилась к команде Team Specialized-Lululemon. Её краткосрочной целью был титул чемпиона Канады и участие в чемпионате мира, в среднесрочной перспективе она надеялась принять участие в Олимпийских играх в Рио. В апреле она приняла участие в Джиро Донне.
Вместе со своей новой командой она посещала тренировочный лагерь в Лос-Ососе (штат Калифорния). Она занималась йогой и проводила тренировки в аэродинамической трубе Specialized. Она хорошо начала сезон с Многодневной гонки Солнечной долины, трёхэтапной гонки в Финиксе. Команда выиграла все три этапа, причём 22 февраля победу одержала Кэрол-Энн Канюэль. В конце марта на Многодневнаой гонке Сан-Димас Кэрол-Энн Канюэль заняла третье место в индивидуальной гонке с раздельным стартом, отстав от победителя на 17 секунд, а на следующий день выиграла групповую гонку. Это позволило ей выиграть общий зачет по итогам всей гонки. Затем она стала четвёртой в итоговой классификации Редлендс Классик, в которой победила её подруга по команде, Тейлер Уайлс.
Она также помогла своей подруге по команде, Эвелин Стивенс, на гонке Флеш Валонь Фамм. Первого июня Канюэль попала в серьёзную аварию во время гонки Филадельфия Классик. Она потеряла сознание, получила два перелома: позвонка C6 и первого ребра, и ей наложили двенадцать швов на подбородок.
Команда выиграла командную гонку Опен Воргорда TTT третий год подряд. Они опередили занявшую второе место команду Rabobank-Liv более чем на минуту и побили рекорд соревнований. В составе команды помиом Кэрол-Энн Канюэль были: Хантал Блак, Лиза Бреннауэр, Кармен Смолл, Эвелин Стивенс и Трикси Уоррак. В женской командной гонке на чемпионате мира команда, потерпевшая аварию на тренировке, выиграла соревнования в третий раз подряд, более чем на минуту опередив команду Orica-AIS. В личном зачёте Кэрол-Энн заняла шестое место. Она приняла участие в групповой гонке чемпионата мира, но попала в массовый звал во время гонки.
В 2015 году команда сменила название на Velocio-SRAM.

### Velocio-SRAM (2015)
На трассе Грация Орлова Кэрол-Энн Канюэль выиграла четвёртый этап, проехав последние восемь километров в одиночку. В июне она заняла второе место на гонке Хроно Гатино и сказала, что была удивлена своим выступлением в этом коротком испытании. На чемпионате Канады Кэрол-Энн Канюэль выиграла индивидуальную гонку, опередив Ясмин Глессер более чем на минуту, а Лею Кирхманн — более чем на две минуты. В групповой гонке она финишировала в лидирующей группе и заняла шестое место в спринте.
На Джиро Донне Кэрол-Энн Канюэль была в лидирующей группе на втором этапе и финишировала пятой. На шестом этапе она не смогла удержаться за лучшими и на финише отстала от победительницы этапа, Маюко Хагивары, на четыре минуты. Однако она нашла в себе силы занять шестое место в индивидуальной гонке на седьмом этапе. Она финишировала пятнадцатой на последнем горном этапе, и стала одиннадцатой на Джиро Донне.
На Туре Тюрингии она заняла третье место в индивидуальной гонке на третьем этапе. На протяжении всей недели она помогала Лизе Бреннауэр защищать майку лидера. На последнем этапе немка, в отличие от канадки, не смогла уследить за атаками Эммы Юханссон и Аманды Спратт. Кэрол-Энн Канюэль последовала за шведской гонщицей на последнем ускорении и обошла её в спринте. Последняя выиграла Тур Тюрингии, а Кэрол-Энн Канюэль заняла второе место. В конце сезона она вновь стала чемпионкой мира в командной гонке.
В октябре 2015 года было объявлено, что Канюэль присоединится к команде Boels-Dolmans с 2016 года после двух сезонов в Specialized-lululemon, воссоединившись с бывшими подругами по команде, Эвелин Стивенс и Хантал Блак.

### Boels Dolmans

#### 2016
В 2016 году она была включена в олимпийскую сборную Канады 2016 года. Была частью команды, которая выигрывала чемпионат мира в командной гонке с раздельным стартом среди женщин три года подряд, в 2014, 2015 и 2016 годах.

#### 2017
Кэрол-Энн Канюэль выиграла титул чемпионки Канады в индивидуальной гонке. На первой этапе Джиро Роза, проводившемся в формате командной гонки, победила её команда победила, а сама Кэрол-Энн первой пересекла финишную черту. Это позволило ей надеть розовую лидера гонки. Однако на следующий день она уступила подруге по команде, Анне ван дер Брегген. Канюэль заняла десятое место в индивидуальной гонке на пятом этапе и девятое место на восьмом этапе. В итоговом общем зачёте она заняла восьмое место.
На чемпионате мира в командной гонке она была в составе команды Boels Dolmans. Команда заняла лидирующую позицию на подъёме. Однако между этим моментом и финишем они проиграли команде Sunweb двадцать семь секунд. Команде пришлось довольствоваться серебряной медалью.

#### 2018

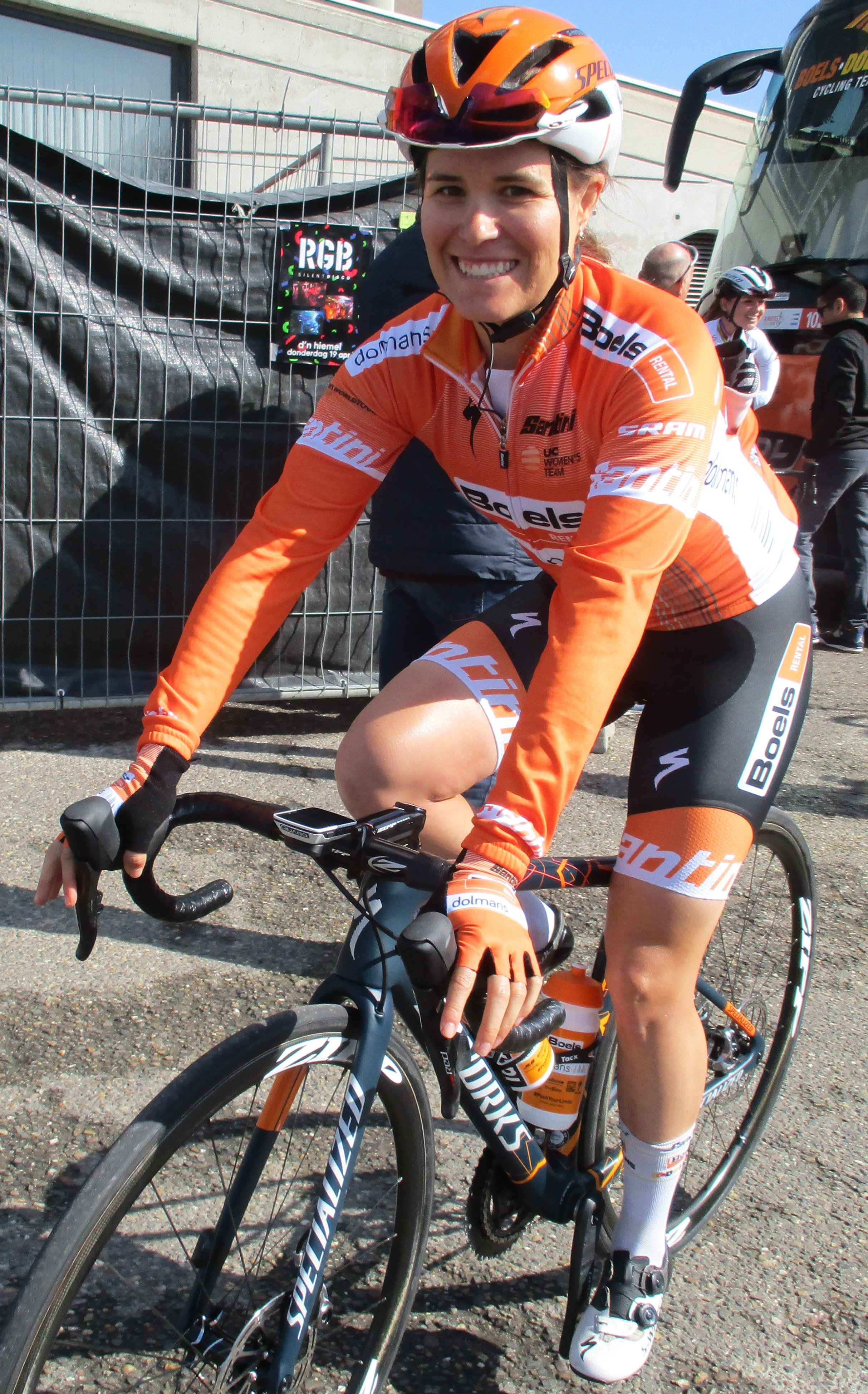
На старте гонки Amstel Gold Race 2018

На гонке Трофей Альфредо Бинды — коммуны Читтильо на предпоследнем круге, на подъёме Casale, Кэрол-Энн Канюэль начала преследование. Она догнала Элинор Баркер, вскоре после этого группа из десяти гонщиков с Катажиной Невядома и Элизой Лонго Боргини догнала канадку и британку. Все должно было решиться на последнем подъёме в Орино. На этом подъёме Кэрол-Энн Канюэль атаковала, но безуспешно, и в итоге заняла восьмое место.
На первом этапе Тура Норвегии она оторвалась в одиночку, когда до финиша оставалось более 20 километров. Ей удалось сохранить небольшой отрыв, но пелотон настиг её за 100 метров до финиша.
На чемпионате мира она завоевала серебряную медаль в командной гонке. Затем она заняла восьмое место в индивидуальной гонке. В групповой гонке она догнала преследующую группу на последнем подъёме на холм Иглс и смогла занять шестое место.

#### 2019
На чемпионате Канады Кэрол-Энн Канюэль сначала финишировала второй в индивидуальной гонке. Затем во время групповой гонки, которая проходил в ветреную и дождливую погоду, за восемь километров до финиша сумела воспользоваться преимуществом подъёма и оторвалаться от группы фаворитов. В итоге одержала победу, став чемпионкой Канады. На дистанции La Course by Le Tour de France Кэрол-Энн Канюэль была активна, но не сумела уйти в отрыв.

#### 2021
В начале 2021 года решила продлить свою карьеру ещё на один сезон чтобы принять участие в Олимпийских играх перенесённых из-за пандемии COVID-19. Она представляла Канаду на летних Олимпийских играх 2020 года в Токио . В групповой гонке заняла 16-е место, победительницей которой стала австрийка Анна Кизенхофер. Канюэль надеялась попасть в пятёрку лучших в индивидуальной гонке, но закончила гонку на 14-м месте.
По окончании сезона завершила свою карьеру. Её последними соревнованиями стал чемпионат мира во Фландрии.

## Достижения
2006
 Чемпионат Канады — групповая гонка U19
5-я на Чемпионате мира среди юниоров — групповая гонка U19
2007
2-я на Чемпионате Канады — индивидуальная гонка U23
2008
2-я на Чемпионате Канады — индивидуальная гонка U23
2009
3-я на Чемпионате Канады — групповая гонка U23 групповая гонка
2011
2-я на Туре Бретани
3-я на Гран-при Морбиана
2012
9-я на Трофей Альфредо Бинды — коммуны Читтильо
10 на Флеш Валонь Фамм
2013
Арнакские бульвары
Тур Ардеш
3-я в генеральной классификации
5-й этап
2-я на Гран-при Морбиана
5-я на Гран-при Плуэ — Бретань
2014
 Чемпионат мира — командная гонка
Многодневная гонка Сан-Димас
1-я в генеральной классификации
1-й этап
Опен Воргорда TTT
6-я на Чемпионат мира — индивидуальная гонка
2015
 Чемпионат мира — командная гонка
 Чемпионат Канады — индивидуальная гонка
Тур Тюрингии
2-я в генеральной классификации
7-й этап
4-й этап Грация Орлова
2-я на Хроно Гатино
2-я на Опен Воргорда TTT
2016
 Чемпионат мира — командная гонка
Опен Воргорда TTT
2-й этап (TTT) Холланд Ледис Тур
2-я на Чемпионате Канады — индивидуальная гонка
3-я в Хроно Гатино
2017
 Чемпионат Канады — индивидуальная гонка
1-й этап (TTT) Джиро Роза
Опен Воргорда TTT
 Чемпионат мира — командная гонка
2-я в Хроно Гатино
2018
 Чемпионат мира — командная гонка
2-я на Чемпионате Канады — индивидуальная гонка
2-я на Хроно Гатино
6-я на Чемпионате мира — групповая гонка
8-я на Чемпионате мира — индивидуальная гонка
2019
 Чемпионат Канады — групповая гонка
2-я на Чемпионате Канады — индивидуальная гонка

## Рейтинги
| Год                 | 2011 | 2012  | 2013 | 2014 | 2015 | 2016 | 2017 | 2018 | 2019  | 2020  | 2021  |
| ------------------- | ---- | ----- | ---- | ---- | ---- | ---- | ---- | ---- | ----- | ----- | ----- |
| Мировой рейтинг UCI | 64-й | 116-й | 51-й | 82-й | 30-й | 66-й | 55-й | 47-й | 105-й | 145-й | 137-й |
| Мировой тур UCI     |      |       |      |      |      | 54-й | 44-й | 65-й | 59-й  | 64-й  | -     |
|                     |      |       |      |      |      |      |      |      |       |       |       |
| Источник: UCI       |      |       |      |      |      |      |      |      |       |       |       |